# ASPARAGUS
ASPARAGUS（アスパラガス）は日本のスリーピース・ロック・バンド。3P3B所属。

## 概要
2002年2月に元CAPTAIN HEDGE HOGの渡邊忍（vo, g）、元ナイスマーブルスの山下潤一郎（b）、元popcatcherの一瀬正和 （ds）が集まり、横浜にて結成。3P3B Ltd.内に自主レーベル「STACKERS」を設立し、同年11月11日に1stアルバム『Tiger Style』をリリースする。2004年には、2枚のアルバムを自主レーベルのSTACKERSとPIZZA OF DEATH RECORDSより同時リリースするというインディーズ界では初めての試みを行い、初めての全国ツアーを成し遂げる。それからも、積極的にライブ活動を行っていたが、2006年に、ベースの山下が脱退。翌年1月25日に、元SHORT CIRCUITの原直央を新ベーシストとして迎え、10月10日に3年ぶりのアルバム「MONT BLANC」をリリース。以降も、変わらずライブ活動に重きを置いて活動している。また、不定期で自主企画イベント「BKTS」を主催しており、the band apart、COMEBACK MY DAUGHTERS、lostage等のバンドなどが参加している。

## 音楽性
メロディック・ハードコアを基調としつつ、アコースティックサウンドも取り入れ、親交を持ち共作も行っているヒダカトオル（BEAT CRUSADERS）は「アコースティック・ギターでモッシュを起こす唯一のバンド」と評している。

## メンバー
現メンバー
渡邊 忍（VOCAL & GUITAR）
1974年11月24日生まれ。
元CAPTAIN HEDGE HOGのギター・ボーカル。また、パーティーバンドとして、ANITA CHILI PEPPERSにも参加している。
ASPARAGUSのほぼすべての楽曲の作曲・作詞を担っている。
使用ギターは、ギブソン・レスポール・Navigatorのレスポールタイプ等。アンプはDIEZELを使用。
木村カエラの楽曲プロデュースを度々手がけており、ライブの際のバックバンドにも参加していた。
一瀬 正和（DRUMS & VOCAL）
元popcatcherのドラムス。近年はthe HIATUSやMONOEYESのドラマーとしても活動。
使用ドラムは、DWのドラムセット。
原 直央（BASS & VOCAL）
元SHORT CIRCUITのベース・ボーカル。
2007年のBEAT CRUSADERSとのSPLIT TOUR 2007「NIGHT ON THE PLANETARIUM」にサポートベーシストとして参加が決定したことをきっかけに、1月25日に正式にバンドに加入。
使用ベースは、モズライト・ベース、リッケンバッカー・4000シリーズ。
元メンバー
山下 潤一郎（BASS & VOCAL）
元ナイスマーブルスのベース・ボーカル。
ASPARAGUSの一部楽曲の作曲・作詞を担当していた。
2006年12月30日のCOUNTDOWN JAPAN 06/07出演を最後に脱退。現在はソロで活動中。
2015年8月にTHE STARBEMS加入。
使用ベースは、フェンダー・プレジションベース。

## 経歴
- 2002年
  - 2月 - 横浜にて結成[1][2]。
  - 11月11日 - 1stアルバム『Tiger style』をリリース。レコ発ライブを下北沢SHELTERと沖縄宜野湾K-mindで行う。
  - 12月 - アナログ盤「Winnie the Pooh」をリリース。
- 2003年
  - 1月 - SHORT CIRCUIT「strange world,wandering mind TOUR」をサポート。ライブ会場にてSHORT CIRCUITとのスプリット・マキシシングル「FIRE & SKILL」とアナログ盤「Tiger style」を限定リリース。
  - 4月 - 渋谷GIG-ANTICにて初自主企画ライブ「BKTS-1」を行う。
- 2004年
  - 6月 - アルバムリリースに先駆けて東名阪ツアー「BKTS TOUR」を行う。（全3ヶ所）
  - 6月16日 - 2ndアルバム『KAPPA I』、3rdアルバム『KAPPA II』を同時リリース。
  - 7月 - 「スペースシャワー列伝　第四十巻 @新宿ロフト」に出演（W/COMEBACK MY DAUGHTERES, OCEAN LANE）。
  - 8月 - 横浜クラブ24を皮切りに「KAPPA TOUR」を行い、ファイナルをSHIBUYA O-Eastにてワンマンで行う。（全29ヶ所）
  - 10月 - KEN YOKOYAMA「GOING DOWN TOUR」をサポート。
  - 11月 - SET YOU FREE「九州TOUR」をサポート。
- 2005年
  - 1月 - BACK DROP BOMB, HUSKING BEEの企画「ini showcase」にゲスト出演。さらに、3P3Bの6周年を記念したツアー「3P3B MEETING in 6 towns」を行う。（全6ヶ所）
  - 6月 - マキシシングル「Yes/No」をライブ会場・通信販売限定リリース。新宿ロフトにてレコ発ワンマンライブを行う。BEAT CRUSADERSのツアー「アタック2005」をサポート。
  - 7月 - the band apart「smooth like butter tour」をサポート。
  - 9月 - 大阪服部緑地公園野外音楽堂にて行われたBEAT CRUSADERS presents"BOYZ OF SUMMER 2005"に出演。渋谷O-Eastにて自主企画「BKTS-5」をthe band apart, COMEBACK MY DAUGHTERS, SLOTH LOVE CHUNKS, lostageをゲストに迎えて行う。
  - 10月 - BEAT CRUSADERSのツアー「クイズハンター2005」をサポート。
- 2006年
  - 9月 - 大阪城音楽堂と日比谷野外音楽堂で行われたBEAT CRUSADERS presents"BOYZ OF SUMMER 2006"に出演。
  - 12月 - COUNTDOWN JAPAN06/07に出演。このライブを最後に山下潤一郎 が脱退する。
- 2007年
  - 1月17日 - BEAT CRUSADERSとのスプリット・ミニ・アルバム『NIGHT ON THE PLANET』リリース。
  - 1月25日 - 原直央が加入。
  - 1月27日～ - SPLIT TOUR 2007「NIGHT ON THE PLANETARIUM」を行う。（全16ヶ所）
  - 5月 - 自主企画「BKTS-6」をthe band apart, COMEBACK MY DAUGHTERS, lostageをゲストに迎えて名古屋クラブクアトロ、心斎橋クラブクアトロ、SHIBUYA O-Eastにて行う。また、マキシシングル「HONESTY」をライブ会場・通信販売限定リリース。
  - 10月10日 - 4thアルバム『MONT BLANC』をリリース。
  - 11月～ - MONT BLANC TOURがスタート。
- 2008年
  - 2月2日 - MONT BLANC TOUR FINALが東京SHIBUYA-AXにて行われる。
  - 4月 - 東名阪ツアー「NON-BLANK TOUR」を行う。
  - 7月9日 - 2枚組ライブ・アルバム『ASPARAGUS LIVE』をリリース。
  - 10月 - 全国ツアー「NON★PLAN TOUR」を行う。また、マキシシングル「umbrella」をライブ会場・通信販売限定リリース。
  - 11月12日 - 配信限定で「CLOSED LOVE」をリリース。
- 2009年
  - 10月 - 「ASPARAGUS presents BKTS TOUR 2009」をthe band apart、COMEBACK MY DAUGHTERS lostageをゲストに迎えて行う。（全6ヶ所）
- 2010年
  - 12月 - 横浜市内で車ごと機材全てを盗難される被害に遭う。
- 2011年
  - ５月14日 - F.A.D YOKOHAMAにてワンマンライブ ”DOMESTIC ANIMAL FESTA”を開催。
- 2012年
  - 2月29日 - 4年半ぶりとなるニューアルバム5thアルバム『PARAGRAPH』をリリース。
  - 3月〜4月 - 「ASPARAGUS "PARAGRAPH TOUR"」。
  - 6月〜7月 - 「ASPARAGUS presents BKTS TOUR 2012」をthe band apart、COMEBACK MY DAUGHTERS lostageをゲストに迎えて行う。
  - 9月〜11月 - 「ASPARAGUS 10th ANNIVERSARY "PARACHUTE TOUR"」。
  - 10月30日 - 石巻のライブハウス「BLUE RESISTANCE」のこけら落とし公演を行う。
- 2014年
  - 12月21日 - 新代田FEVERにてワンマンライブ「Green or White」を開催。
- 2015年
  - 4月〜5月 - 東名阪ワンマンツアー「Green or White」を開催。
- 2017年
  - 5月 - 東名阪ワンマンツアー「Green or White」開催。
  - 9月27日 - 5年7ヶ月ぶりとなる6thアルバム『ASPARAGUS」をリリース。
  - 10月30日 - 宮城・石巻BLUE RESISTANCEを皮切りに、3月3日の東京・渋谷CLUB QUATTROまで「ASPARAGUS TOUR」を開催。（全21公演）
- 2018年
  - 2月〜3月 - 東名阪ワンマンツアー「ASPARAGUS ONEMAN SHOW」を開催予定。この公演の各会場でニューシングル「BE TOGETHER / you make me yawn」が販売。
  - 6月〜7月 - ASPARAGUSが主催する対バンツアー「BKTS TOUR」を6年ぶりに開催予定。
  - 10月28日 - 札幌DUCEを皮切りに、12月22日の新代田FEVERまでワンマンツアー「Green or White」開催。（全6公演）ツアーファイナルの新代田FEVER公演は風疹の疑いがあるため、翌年2月27日に振替となる。
- 2019年
  - 11月1日 - 札幌BESSIE HALLを皮切りに、12月8日の新代田 FEVERまでワンマンツアー「Green or White」を開催。（全6公演）
- 2020年
  - 10月30日 - BLUE RESISTANCEの8周年を勝手に祝うインスタライブを配信。
  - 12月11日 - F.A.D YOKOHAMA にて「Green or White」~Green Night~ 、12月19日新代田FEVERにて「Green or White」~White Night~を開催。両公演共にワンマンライブ。
- 2021年
  - 3月31日 - F.A.D YOKOHAMA にて「Green or White」~Green Night~ 、4月17日新代田FEVERにて「Green or White」~White Night~を開催。3月31日F.A.D YOKOHAMA公演は当初有観客ライブの予定だったが、時短営業要請の影響で無観客配信ライブに変更となる。両公演共にワンマンライブ。
  - 6月9日 - F.A.D YOKOHAMAにてワンマンライブ「Green or White」 ~ F.A.D 25th Anniv. Edition ~を開催。

## ディスコグラフィー

### 配信限定
- CLOSED LOVE（2008年11月12日）

### アナログ盤

#### Rhythm REPUBLIC
- Winnie the Pooh（2002年12月7日、現在は廃盤。）
  1. Winnie the Pooh
  2. Forever and Ever

#### STACKERS
- Tiger Style（2003年3月11日、現在は廃盤。）
  - CD盤とは曲順が異なっている。

## ミュージックビデオ
| 監督                          | 曲名                                           |
| 青木亮二                      | 「Analog Signal Processing」「MEND OUR MINDS」 |
| UGICHIN vs メテオール・トオコ | 「KNOCK ME OUT」「LIKE A DEAD」                |
| 江戸問答本田                  | 「Fallin' down」                               |
| 原田浩一                      | 「SILLY THING」                                |
| 不明                          | 「JERK」                                       |

## 主な出演イベント
- 2003年07月05日 - BPR5000 presents つるROCKフェスティバルVol.3
- 2004年07月09日 - スペースシャワー列伝 第40巻 ～青天(せいてん)の宴～
- 2004年08月17日 - SPIRIT SOUL FLAVOR Vol.3～BOYZ OF SUMMER～
- 2005年09月04日 - BOYZ OF SUMMER'05
- 2006年03月18日 - ROCKIN'ON PRESENTS JAPAN CIRCUIT -vol.31-
- 2006年07月05日 - 3P3B MEETING CAPRICE FINAL SHINJUKU LOFT 30TH ANNIVERSARY "ROCK OF AGES 2006"
- 2006年08月05日 - ROCK IN JAPAN FESTIVAL 2006
- 2006年09月02日・3日 - BOYZ OF SUMMER'06
- 2006年12月30日 - COUNTDOWN JAPAN 06/07
- 2007年08月04日 - ROCK IN JAPAN FESTIVAL 2007
- 2007年09月16日 - BOYZ OF SUMMER'07
- 2007年09月25日 - Ken Yokoyama Third Time's A Charm Tour
- 2007年10月21日 - HAWAIIAN6 & FUCK YOU HEROES presents 1997
- 2007年12月30日・31日 - COUNTDOWN JAPAN 07/08
- 2008年05月11日 - BEA presents F-X 2008
- 2008年07月20日 - 大船渡ロックフェスティバル'08
- 2008年07月26日 - FUJI ROCK FESTIVAL '08
- 2008年08月13日 - ストレイテナー presents "BROKEN SCENE" TOUR
- 2008年08月16日 - RISING SUN ROCK FESTIVAL 2008 in EZO
- 2008年08月23日 - SET YOU FREE SUMMER FESTA 2008
- 2008年08月31日 - RUSH BALL 2008
- 2008年09月13日 - BOYZ OF SUMMER'08
- 2008年12月30日・31日 - COUNTDOWN JAPAN 08/09
- 2009年01月31日・02月01日 - 9mm Parabellum Bullet VAMPIRE EMPIRE TOUR 08/09
- 2009年04月25日 - ARABAKI ROCK FEST.09
- 2009年05月09日 - BEA presents F-X 2009
- 2009年07月19日 - KESEN ROCK FESTIVAL'09
- 2009年08月02日 - HAWAIIAN6 & FUCK YOU HEROES presents 1997
- 2009年12月17日 - BOYZ OF SUMMER'09
- 2009年12月29日 - COUNTDOWN JAPAN 09/10
- 2010年06月30日 - Ken Yokoyama「The Rags To Riches Tour」
- 2010年07月10日 - TROPICAL GORILLA presents ～KLUB TROPICANA vol.14～
- 2010年07月17日 - KESEN ROCK FESTIVAL'10
- 2010年08月06日 - ROCK IN JAPAN FESTIVAL 2010
- 2010年12月27日 - SPC presents ～bootleg theater vol.4～Friends Forever
- 2010年12月29日 - COUNTDOWN JAPAN 10/11
- 2011年06月17日 - the band apart×ASPARAGUS SMOOTH LIKE BUTTER
- 2011年08月05日 - ROCK IN JAPAN FESTIVAL 2011
- 2011年09月23日 - GG11 -GG 10th Anniversary-
- 2011年12月22日 - 木村カエラ presents オンナク祭オトコク祭
- 2011年12月28日 - COUNTDOWN JAPAN 11/12
- 2012年02月06日〜09日 - dustbox×ASPARAGUS Callaway & TaylorMade 2012
- 2012年02月21日 - MORTAR RECORD presents 11th Anniversary
- 2012年07月22日 - KESEN ROCK FESTIVAL'12
- 2012年07月28日 - FUJI ROCK FESTIVAL '12
- 2012年08月05日 - ROCK IN JAPAN FESTIVAL 2012
- 2012年10月08日 - ECHOES 2012
- 2012年12月09日 - SPOOKY ZOO 2012
- 2012年12月16日・2013年02月08日 - locofrank TOUR 2012-2013 "ONE"
- 2012年12月23日 - HAWAIIAN6 Presents"The Grails"TOUR
- 2013年02月23日 - BEA × Zepp Fukuoka presents F-X
- 2013年03月07日 - cinema staff double single release live「two strike 2(to) night～2013開幕版～」
- 2013年05月10日 - BACK DROP BOMB tour "3days preface"
- 2013年06月22日 - onion night!lv30!～5th Anniversary～
- 2013年07月11日 - dustbox Care Package TOUR 2013
- 2013年07月14日 - KESEN ROCK FESTIVAL'13
- 2013年07月23日 - Shibuya CLUB QUATTRO 25th Anniversary "QUATTRO QUARTER"
- 2013年08月30日 - PIRATE SHIP 2013
- 2013年11月10日 - FRONTIER BACKYARD NEO CLASSICAL '13 "fifth" release Tour
- 2013年11月23日 - Destroy Before Reading vol.21
- 2013年11月30日・12月01日 - locofrank "Signs TOUR 2013"
- 2013年12月06日 - SPREAD×ASPARAGUS
- 2013年12月14日 - 郡山 HIPSHOT JAPAN
- 2013年12月17日 - HUSKING BEE presents New Peace
- 2013年12月29日 - COUNTDOWN JAPAN 13/14
- 2013年12月30日 - new T.W.I.M BOMB NIGHT vol.13 2013 Final!! =DESTROY YOUR FUCKIN'WORLD=
- 2013年12月31日 - F.A.D YOKOHAMA pre. 爆裂FxAxD COUNT DOWN 2013-2014
- 2014年02月27日 - BRAZILIANSIZE ULAUCHICK TOUR 2013-2014 ファイナル
- 2014年03月01日・02日 - FOUR GET ME A NOTS "AUTHENTIC TOUR"
- 2014年03月30日 - SOUND SHOOTER vol.9
- 2014年04月05日 - ぐるぐるTOIRO 2014
- 2014年04月22日 - Pangea 3rd Anniversary 『agartha20140422』
- 2014年05月06日 - FOUR SEASONS FESTIVAL'14
- 2014年05月13日〜20日 - FEVER TOURS 2014 -FEVER 5th ANNIVERSARY-
- 2014年05月30日・31日・06月01日 - HUSKING BEE AMU TOUR
- 2014年06月14日 - Broccasion Live TOKYO
- 2014年06月27日 - THE STARBEMS ULTRA OPERATION TOUR2014
- 2014年07月20日 - KESEN ROCK FESTIVAL'14
- 2014年08月10日 - ROCK IN JAPAN FESTIVAL 2014
- 2014年08月31日 - PIRATE SHIP 2014 "SKOAL"
- 2014年09月27日 - SPREAD pre. "魂疾走"
- 2014年10月11日 - BEATRAM MUSIC FESTIVAL 2014
- 2014年10月16日 - おとぎ話 presents<New Moon, New Moon～太陽と太陽～>
- 2014年11月02日・03日 - HAWAIIAN6 Where The Light Remains release TOUR
- 2014年11月21日 - FOUR GET ME A NOTS 10th Anniversary GRATEFUL FOR ALL TOUR
- 2014年12月14日 - FRONTIER BACKYARD 10th anniversary presents "10 surroundings"
- 2014年12月30日 - 爆裂FxAxD COUNT DOWN
- 2014年12月31日 - COUNTDOWN JAPAN 14/15
- 2015年02月18日・06月07日 - おとぎ話 「CUTE BEAT CULTURE CLUB BAND TOUR EX」
- 2015年03月07日 - Output 3rd Anniversary HUSKING BEE × ASPARAGUS
- 2015年04月30日・05月01日 - the band apart 7th album "謎のオープンワールド" release live SMOOTH LIKE BUTTER TOUR
- 2015年05月24日 - southerndeli agoo 10th anniversary party
- 2015年07月04日・09月05日 - GOOFY'S HOLIDAY "REASON tour"
- 2015年07月09日 - HEAVEN'S ROCK Utsunomiya 15th Anniversary -Beyond Borders-
- 2015年07月18日 - KESEN ROCK FESTIVAL'15
- 2015年10月30日 - BLUE RESISTANCE 3rd ANNIVERSARY LIVE～東北ライブハウス大作戦石巻支部も3周年だっちゃ～
- 2015年11月14日 - THE SUN ALSO RISES vol.17
- 2015年12月05日 - POPLIFE10th RADIO WAVE Vol.93
- 2015年12月06日 - アスパラガスとフロンティアバックヤード
- 2015年12月22日 - THE STARBEMS Presents「Day Believe Dreamer Vol.2」
- 2015年12月29日 - T.W.I.M BOMB NIGHT vol.19
- 2015年12月30日 - 爆裂FxAxD COUNT DOWN
- 2015年12月31日 - COUNTDOWN JAPAN 15/16
- 2016年01月08日 - he presents "13th year"
- 2016年02月07日 - heliotrope "大丈夫、君なら。" release party
- 2016年03月13日 - SOUND SHOOTER vol.11
- 2016年07月16日 - KESEN ROCK FESTIVAL'16